# Олександрівська сільська рада (Магдалинівський район)
Олекса́ндрівська сільська́ ра́да — колишній орган місцевого самоврядування в Магдалинівському районі Дніпропетровської області. Адміністративний центр — село Олександрівка.

## Загальні відомості
- Населення ради: 713 особи (станом на 2001 рік)

## Населені пункти
Сільській раді підпорядковані населені пункти:
- с. Олександрівка
- с. Запоріжжя
- с. Малоандріївка

## Склад ради
Рада складається з 14 депутатів та голови.
- Голова ради: Гудим Володимир Васильович
- Секретар ради: Мусієнко Тамара Вікторівна

### Керівний склад попередніх скликань
| Прізвище, ім'я, по батькові | Основні відомості                                                         | Дата обрання | Дата звільнення |
| --------------------------- | ------------------------------------------------------------------------- | ------------ | --------------- |
| Гудим Володимир Васильович  | Сільський голова, 1967 року народження, освіта вища, член Народної партії | 26.03.2006   | 31.10.2010      |
| Гудим Володимир Васильович  | Сільський голова, 1967 року народження, освіта вища, член Партії регіонів | 31.10.2010   |                 |

Примітка: таблиця складена за даними сайту Верховної Ради України

### Депутати
За результатами місцевих виборів 2010 року депутатами ради стали:

#### За суб'єктами висування
| Суб'єкт висування           | Кількість обраних депутатів | %    |
| --------------------------- | --------------------------- | ---- |
| Партія регіонів             | 8                           | 57,1 |
| Народна партія              | 4                           | 28,6 |
| Комуністична партія України | 1                           | 7,1  |
| Самовисування               | 1                           | 7,1  |

#### За округами
| № округу                    | Прізвище, ім'я, по батькові     | Дата визнання обраним | Освіта  | Партійна приналежність | Відомості про обраного депутата                                                         |
| --------------------------- | ------------------------------- | --------------------- | ------- | ---------------------- | --------------------------------------------------------------------------------------- |
| Комуністична партія України |                                 |                       |         |                        |                                                                                         |
| 11                          | Гноєва Олена Миколаївна         | 05.11.2010            | середня | позапартійна           | територіальний центр управління праці та соцзахисту населення, соціальний працівник     |
| Народна Партія              |                                 |                       |         |                        |                                                                                         |
| 5                           | Халявка Олександр Васильович    | 05.11.2010            | середня | член Народної партії   | Олександрівська амбулаторія загальної практики — сімейної медицини, медичний реєстратор |
| 8                           | Мусієнко Тамара Вікторівна      | 05.11.2010            | вища    | член Народної партії   | Олександрівська сільська рада, секретар                                                 |
| 9                           | Гудіченко Наталія Іванівна      | 05.11.2010            | вища    | член Народної партії   | домогосподарка                                                                          |
| 14                          | Гемай Галина Степанівна         | 05.11.2010            | вища    | член Народної партії   | територіальний центр управління праці та соцзахисту населення, соціальний працівник     |
| Партія регіонів             |                                 |                       |         |                        |                                                                                         |
| 1                           | Голодаєва Тетяна Іванівна       | 05.11.2010            | середня | член Партії регіонів   | тимчасово не працює                                                                     |
| 2                           | Кушнір Вікторія Василівна       | 05.11.2010            | середня | член Партії регіонів   | Олександрівська загальноосвітня школа, техпрацівник                                     |
| 3                           | Лисенко Тетяна Вікторівна       | 05.11.2010            | вища    | член Партії регіонів   | Олександрівська загальноосвітня школа, бібліотекар                                      |
| 6                           | Санжара Валентина Олександрівна | 05.11.2010            | середня | член Партії регіонів   | Олександрівська амбулаторія загальної практики — сімейної медицини, акушер              |
| 7                           | Порохня Володимир Євгенович     | 05.11.2010            | вища    | член Партії регіонів   | Олександрівська загальноосвітня школа, директор                                         |
| 10                          | Кривошлик Андрій Олексійович    | 05.11.2010            | середня | член Партії регіонів   | тимчасово не працює                                                                     |
| 12                          | Коніщук Андрій Андрійович       | 05.11.2010            | середня | позапартійний          | одноосібник                                                                             |
| 13                          | Сафронова Антоніна Олегівна     | 05.11.2010            | середня | член Партії регіонів   | Олександрівська загальноосвітня школа, вчитель                                          |
| Самовисування               |                                 |                       |         |                        |                                                                                         |
| 4                           | Кобихно Інеса Василівна         | 05.11.2010            | вища    | позапартійна           | Олександрівська амбулаторія загальної практики — сімейної медицини, головний лікар      |